# Methanosarcinales
En taxonomía, los Methanosarcinales son una orden dentro de la clase Methanosarcinia.
Cantidades grandes de metano son producidos en los sedimentos marinos. Lo más de estos son consumado antes de lleguen las aguas ricas en oxígeno o la atmósfera. Aunque ningún organismo capaz de consumir metano en la ausencia de oxígeno nunca ha sido identificado, evidencia biogeoquímica indica que el proceso global implicaría la transferencia de electrones a partir de metano a sulfato. Este proceso se mediada por varios organismos, incluyendo un organismo metanogénico (funcionamiento a la inversa) y un reductor de sulfato (utilizando un sustrato 
intermedio). 
Organismos clasificados dentro de este orden se encuentran en agua dulce, agua salada, sedimentos ricos en sal, digestores de lodo, y los intestinos de animales.  La mayoría de las células tienen paredes celulares sin peptidoglicano o pseudomureína. Son estrictamente anaerobias y sobreviven por la producción de metano.  Algunas especies utilizan acetato para sustrato y otras utilizan compuestos de metilo, como aminas y sulfuros.

## Otras lecturas

### Revistas científicas
- Cavalier-Smith, T (2002). «The neomuran origin of archaebacteria, the negibacterial root of the universal tree and bacterial megaclassification». Int. J. Syst. Evol. Microbiol. 52 (Pt 1): 7-76. PMID 11837318. doi:10.1099/00207713-52-1-7.
- Cavalier-Smith, T (1986). «The kingdoms of organisms». Nature 324 (6096): 416-417. PMID 2431320. doi:10.1038/324416a0.

### Libros científicos
- Boone DR; Whitman WB; Koga Y (2001). «Order III. Methanosarcinales ord. nov.».  En DR Boone; RW Castenholz, eds. Bergey's Manual of Systematic Bacteriology Volume 1: The Archaea and the deeply branching and phototrophic Bacteria (2nd edición). Nueva York: Springer Verlag. pp. 169. ISBN 978-0-387-98771-2.
- Grant WD; Kamekura M; McGenity TJ; Ventosa A (2001). «Class III. Halobacteria class. nov.».  En DR Boone; RW Castenholz, eds. Bergey's Manual of Systematic Bacteriology Volume 1: The Archaea and the deeply branching and phototrophic Bacteria (2nd edición). Nueva York: Springer Verlag. pp. 169. ISBN 978-0-387-98771-2.
- Garrity GM; Bell JA; Lilburn TG (2004). «Taxonomic Outline of the Prokaryotes». Bergey's Manual of Systematic Bacteriology, release 4.0 (2nd edición). Nueva York: Springer Verlag. doi:10.1007/bergeysoutline200310.

### Bases de datos científicos
- PubMed
- PubMed Central
- Google Scholar